# Mericella cingulata
Mericella cingulata is een slakkensoort uit de familie van de Cancellariidae. De wetenschappelijke naam van de soort is voor het eerst geldig gepubliceerd in 1972 door Olsson & Bayer.